# روانداز

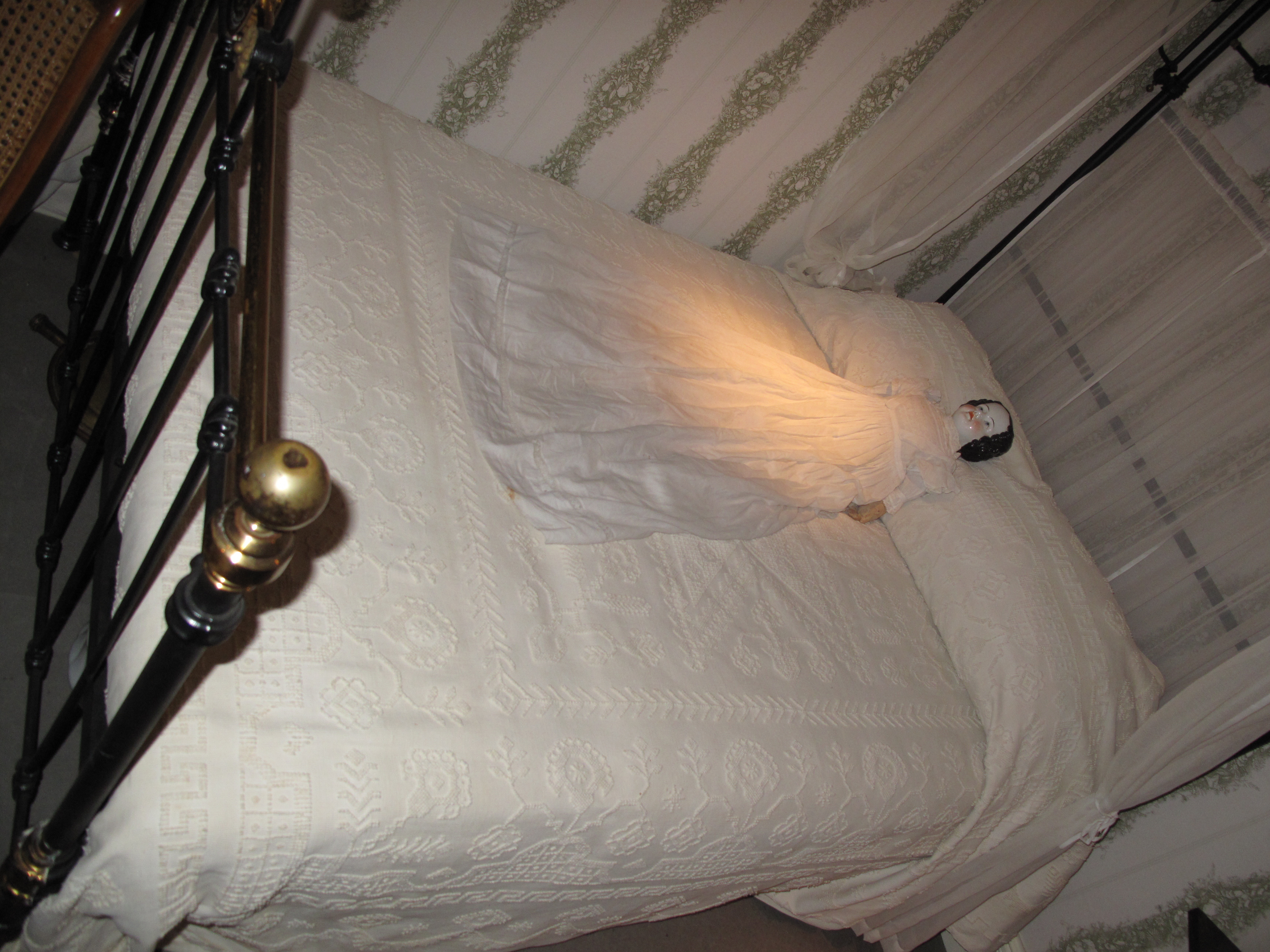
Couvre-lit

روانداز یا لحاف نوعی پوشش پارچه‌ای است که معمولاً بر روی تخت یا تختخواب استفاده می‌شود.
همچنین، به‌طور ویژه‌ای، ممکن است در اشاره برای یکی از اصطلاحات ویژهٔ زیر نیز مورد استعمال قرار گیرد:
- روتختی بافته، تخت پوشش
- لحاف
- نوع پارچه محراب

روانداز. [ اَ ] (اِ مرکب) چیزی که در خواب بر رو اندازند مثل لحاف ،پتو،شمد و غیر آنها. مقابل زیرانداز.
- امثال:
زیراندازش زمین است و رواندازش آسمان، نظیر: آه ندارد با ناله سودا کند؛ یعنی بی‌نهایت بی‌چیز است.
روانداز. (اَ) (اِ) آنچه که به هنگام خواب به روی خود اندازند.
روانداز. آنچه در موقع خوابیدن بر روی خود می‌اندازند، مانند لحاف.